# كأس إسكتلندا 1947–48
كأس اسكتلندا 1947–48 (بالإنجليزية: 1947–48 Scottish Cup)‏ هو موسم من كأس اسكتلندا. فاز فيه نادي رينجرز.